# Deutsche Lebensmittel-Rundschau
Die Deutsche Lebensmittel-Rundschau (DLR) ist heute eine Fachzeitschrift für Lebensmittelwissenschaft und Lebensmittelrecht. Sie richtet sich an Fachleute aus der amtlichen Lebensmittelüberwachung, Lebensmittelindustrie und Forschung, insbesondere Lebensmittelchemiker. Von 1903 bis 1944 war sie eine Verbandszeitschrift.

## Geschichte

Titel der Deutschen Nahrungsmittel-Rundschau vom 8. Januar 1904

Im Jahr 1903 wurde die Zeitschrift als Deutsche Nahrungsmittel-Rundschau herausgegeben. Sie war das Verbandsorgan des Bundes Deutscher Nahrungsmittel-Fabrikanten und -Händler e. V. (später Bund Deutscher Lebensmittel-Fabrikanten und -Händler für Lebensmittelkunde und Lebensmittelrecht e. V.). Seit 1936 heißt die Zeitschrift Deutsche Lebensmittel-Rundschau. 1945 und 1946 erschien sie nicht.
Anfangs wurde die Zeitschrift vom Verlag Schmiedel in Stuttgart verlegt, anschließend bis 2007 von der Wissenschaftlichen Verlagsgesellschaft Stuttgart (WVG). Seit 2008 erscheint sie beim Behr’s Verlag. Im Oktober 2008 erhielt die Zeitschrift ein neues Design: Die Abkürzung DLR wurde in den Fokus gerückt, der alte Untertitel Zeitschrift für Lebensmittelkunde und Lebensmittelrecht wurde durch Analytik, Forschung, Prozesse, Recht ersetzt.

### Name
- 1903–1935: Deutsche Nahrungsmittel-Rundschau – Eigentum/Offizielles Organ des Bundes Deutscher Nahrungsmittel-Fabrikanten und -Händler e. V. Nürnberg. Zeitschrift für die Interessen der Fabrikation und des Handels in allen Nahrungs- und Genussmitteln und Gebrauchsgegenständen
- 1936–1944: Deutsche Lebensmittel-Rundschau – Zeitschrift d. Bundes Deutscher Lebensmittel-Fabrikanten und -Händler für Lebensmittelkunde und Lebensmittelrecht e. V., und der Wirtschaftsgruppe Lebensmittel-Industrie. Zeitschrift für Lebensmittel-Recht, -Wissenschaft und -Wirtschaft
- 1953–1957: Deutsche Lebensmittel-Rundschau – Zeitschrift für Lebensmittelkunde, -Wirtschaft und -Recht
- 1958–2008: Deutsche Lebensmittel-Rundschau – Zeitschrift für Lebensmittelkunde und Lebensmittelrecht
- 2008–2016: DLR – Deutsche Lebensmittel-Rundschau – Analytik, Forschung, Prozesse, Recht
- 2016 bis heute: DLR – Deutsche Lebensmittel-Rundschau – Analytik, Forschung, Technik, Recht

### Herausgeber
- 1903–1935: Bund Deutscher Nahrungsmittel-Fabrikanten und -Händler
- 1936–1944: Bund Deutscher Lebensmittel-Fabrikanten und -Händler für Lebensmittelkunde und Lebensmittelrecht und Wirtschaftsgruppe Lebensmittelindustrie
- 1947–1957: Valentin Gerlach
- 1957–2003: Karl Gustav Bergner
- 2018: Alfred Hagen Meyer